# Motionless in White
Motionless in White is een Amerikaanse metalcoreband afkomstig uit Scranton, Pennsylvania.
De band heeft het nummer "Demon in Your Dreams" uitgebracht als entreemuziek voor de Australische WWE-worstelaar Rhea Ripley.

## Personele bezetting
Huidige leden
- Chris "Motionless" Cerulli – leidende vocals (2005–heden); slaggitaar (2005–2006)
- Ryan Sitkowski – leidende gitaar (2008–heden)
- Ricky "Horror" Olson – slaggitaar (2011–heden); achtergrondzang (2009–heden); bas (2009–2011; 2018–2019)
- Vinny Mauro – drums (2014–heden)
- Justin Morrow – bas, achtergrondzang (2019–heden)

Voormalige leden
- Kyle White – bas (2005–2006)
- Mike Costanza – leidende gitaar (2006–2008)
- Frank Polumbo – bas (2006–2009); leidende gitaar (2005–2006)
- Thomas "TJ" Bell – slaggitaar, leidende vocals (2006–2011); touring bas, achtergrondzang (2018);
- Angelo Parente – drums (2005–2013)
- Brandon "Rage" Richter – drums (2013–2014)
- Josh Balz – keyboards, achtergrondzang (2006–2017)
- Devin "Ghost" Sola – bas, achtergrondzang (2011–2018)

Tijdlijn

## Discografie
Albums
- Creatures (2010)
- Infamous (2012)
- Reincarnate (2014)
- Graveyard Shift (2017)
- Disguise (2019)
- Scoring the End of the World (2022)

Ep's
- The Whorror (2007)
- When Love Met Destruction (2009)